# Anthene collinsi
Anthene collinsi är en fjärilsart som beskrevs av D'abrera 1980. Anthene collinsi ingår i släktet Anthene och familjen juvelvingar. Inga underarter finns listade i Catalogue of Life.